# Suzuka Hatakeyama
Hatakeyama Suzuka (畠山鈴香, 1973), nacida en la Prefectura de Akita, es una asesina en serie japonesa.
El 19 de abril de 2006, Hatakeyama mató a su hija Ayaka (彩香, 9 años), porque según confesó, la niña la molestaba. La policía dictaminó que se trataba de un accidente. Sin embargo, ella misma le exigió a la policía que investigara más, argumentando que ella sospechaba que no se había tratado de un accidente. Pero después de que la policía investigara más a fondo, Hatakeyama notó que las autoridades sospechaban de ella por lo que mató a Yoneyama Goken (米山豪憲, 7 años), un vecino, el 17 de mayo.
Fue arrestada el 4 de junio, y fue condenada a cadena perpetua por una audiencia provincial el 19 de mayo de 2008. Finalmente, una corte de apelación confirmó su condena a prisión perpetua.